# Naoto Tajima

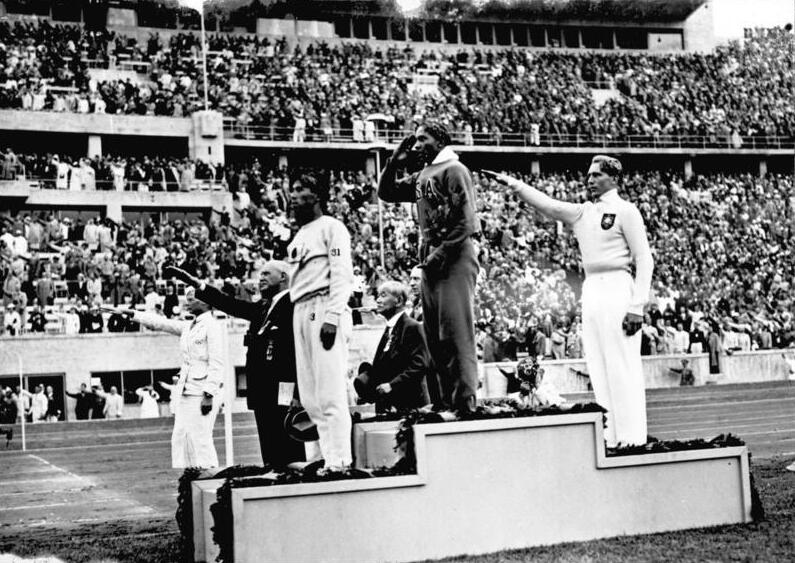
Naoto Tajima (links) met Jesse Owens (midden) en Luz Long (rechts) tijdens de prijsuitreiking op de Spelen van 1936 in Berlijn.

Naoto Tajima (Japans: 田島直人) (Iwakuni, 15 augustus 1912 – 4 december 1990) was een Japans atleet. Hij werd in 1936 olympisch kampioen in het hink-stap-springen en was de eerste hink-stap-springer die 16 meter sprong. Hij nam tweemaal deel aan de Olympische Spelen en veroverde bij die gelegenheden eenmaal goud en eenmaal brons.

## Loopbaan
Op de Olympische Spelen van 1932 in Los Angeles nam Tajima deel aan het verspringen, waar hij zesde werd in de finale. Bij de Spelen van het Verre Oosten in 1934 won hij het verspringen en werd hij derde bij het hink-stap-springen.
Op de Olympische Zomerspelen van 1936 in Berlijn behaalde Naoto Tajima de gouden medaille bij het hink-stap-springen en de bronzen medaille bij het verspringen (7,74 m). Bij het hink-stap-springen kwam hij al in de eerste ronde tot 15,76 m, slechts 2 centimeter verwijderd van het geldende wereldrecord. In zijn vierde poging deed hij er nog een schepje bovenop en verbeterde met een sprong van 16,00 precies zowel het olympische als het wereldrecord. Tajima werd hiermee bovendien de eerste atleet ter wereld die de zestien metergrens overschreed en was de derde opeenvolgende Japanse olympische kampioen op dit atletieknummer.
In 1938 beëindigde Tajima zijn atletiekcarrière. In de jaren daarna was hij directeur van het Japanse sportverbond voor amateurs. Tajima's wereldrecord werd in 1951 met één centimeter verbeterd door de Braziliaan Adhemar da Silva.

## Titels
- Olympisch kampioen hink-stap-springen - 1936
- Japans kampioen hink-stap-springen - 1932, 1935

## Persoonlijke records
| Onderdeel          | Prestatie              | Datum           | Plaats  |
| ------------------ | ---------------------- | --------------- | ------- |
| verspringen        | 7,74 m                 | 4 augustus 1936 | Berlijn |
| hink-stap-springen | 16,00 m (ex-WR; ex-OR) | 6 augustus 1936 | Berlijn |

## Palmares

### verspringen
- 1932: 6e OS - 7,15 m
- 1936:  OS - 7,74 m

### hink-stap-springen
- 1936:  OS - 16,00 m (WR)

1896: James Connolly ·
1900: Meyer Prinstein ·
1904: Meyer Prinstein ·
1908: Tim Ahearne ·
1912: Gustaf Lindblom ·
1920: Vilho Tuulos ·
1924: Nick Winter ·
1928: Mikio Oda ·
1932: Chuhei Nambu ·
1936: Naoto Tajima ·
1948: Arne Åhman ·
1952: Adhemar da Silva ·
1956: Adhemar da Silva ·
1960: Józef Szmidt ·
1964: Józef Szmidt ·
1968: Viktor Sanjejev ·
1972: Viktor Sanjejev ·
1976: Viktor Sanjejev ·
1980: Jaak Uudmäe ·
1984: Al Joyner ·
1988: Christo Markov ·
1992: Mike Conley ·
1996: Kenny Harrison ·
2000: Jonathan Edwards ·
2004: Christian Olsson ·
2008: Nelson Évora ·
2012: Christian Taylor ·
2016: Christian Taylor ·
2020: Pedro Pablo Pichardo ·
2024: Jordan Díaz
- CiNii: DA07972736
- World Athletics: 14372898
- Bibliotheek van het Japanse parlement: 00083385
- Virtual International Authority File: 251685523